# Brauerei Braunschweig
Die Brauerei Braunschweig ist eine Großbrauerei in Braunschweig, die aus der Brauerei Feldschlößchen AG hervorging.

## Geschichte

Logo der Brauerei Feldschlößchen Braunschweig mit der Jahreszahl 1871 in römischer Zahlschrift

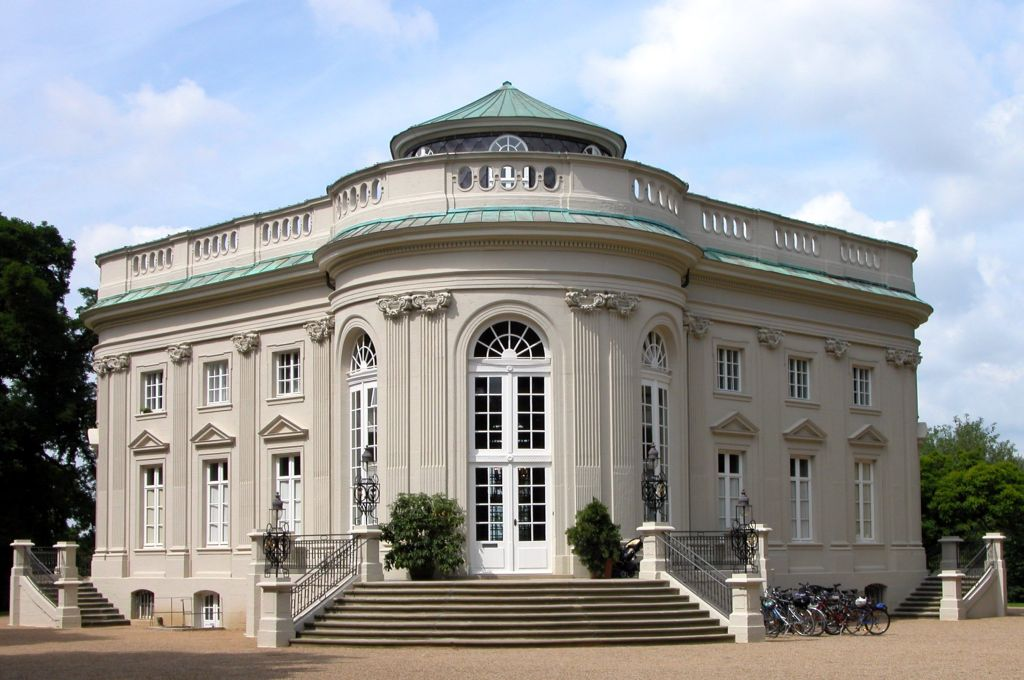
Schloss Richmond, Namensgeber der Brauerei Feldschlößchen

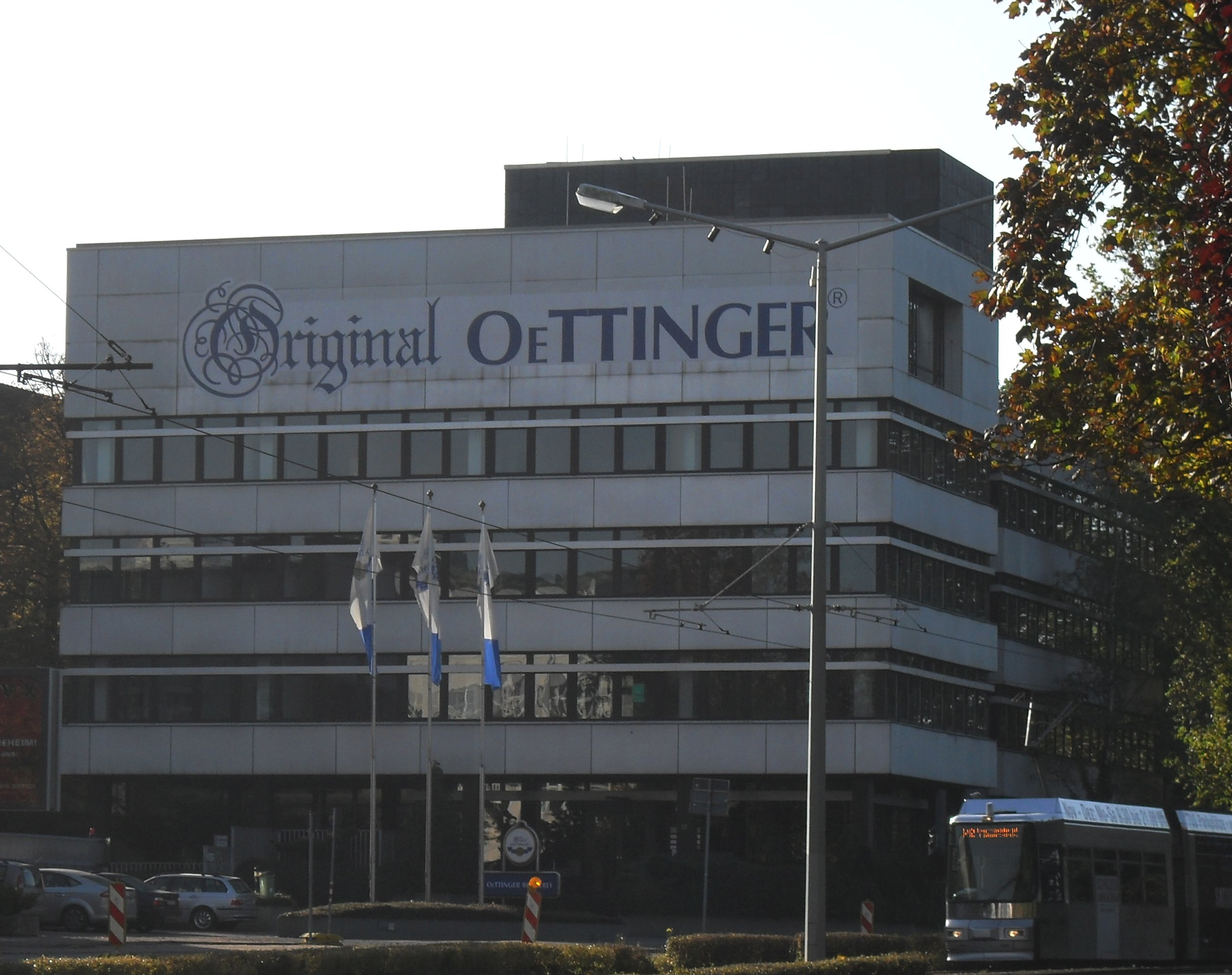
Das Verwaltungsgebäude mit dem Oettinger-Schriftzug im Oktober 2009, mittlerweile nicht mehr von Oettinger benutzt.

Am 28. Dezember 1871 gründeten die Brüder Christian Gustav und Carl Heinrich Bendt eine Brauerei auf dem Gelände des Gartenrestaurants „Zum Feldschlößchen“ in unmittelbarer Nähe von Schloss Richmond in Braunschweig, das im Volksmund „Feldschlößchen“ hieß.
Nach einem Eigentümerwechsel firmierte die Brauerei als Bierbrauerei zum Feldschlößchen von Noetzel & Otto und wurde 1888 in eine Aktiengesellschaft umgewandelt. Von 1895 bis 1942 leitete Otto Böhme das Unternehmen, das er zur Großbrauerei ausbaute. 1919 wurden Braurechte und Lieferverträge der Braunschweiger Löwenbrauerei eGmbH erworben. 1920 erfolgte die Eingliederung der Braunschweiger Aktien-Bierbrauerei Streitberg, damit war eine Umbenennung in Brauerei Feldschlößchen-Streitberg AG verbunden. Dem Aufsichtsrat gehörten zu dieser Zeit (wie auch später) verschiedene Braunschweiger Honoratioren an, darunter z. B. der Fabrikant Gustav Schmalbach. 1925 überschritt das Unternehmen die Marke von 100.000-Hektoliter-Brauleistung pro Jahr und war seitdem Großbrauerei.
Ab 1989 war sie eine Tochter der Hamburger Holsten-Brauerei und firmierte seither als Feldschlößchen Brauerei GmbH. Die ebenfalls von Holsten übernommene Sächsische Brau-Union in Dresden erhielt 1995 den Namen Feldschlößchen und knüpfte an die Tradition eines der Vorgängerbetriebe Aktienbrauerei zum Feldschlösschen in Dresden an. Seit 2004 gehören sowohl Holsten als auch die schweizerische Brauerei Feldschlösschen zur dänischen Carlsberg-Brauereigruppe. Am 29. Juni 2009 wurde der Verkauf der Feldschlößchen-Braustätte in Braunschweig an die Oettinger-Brauerei bekanntgegeben. Der Standort inklusive Braustätte und weiterer Gebäude wurde von Oettinger übernommen und in die neue Brauerei Braunschweig als Zweigniederlassung der Oettinger-Brauerei überführt. Die Brauerei Braunschweig ist die drittgrößte Brauerei in der Braugruppe Oettinger Bier und die größte Braustätte Niedersachsens. Oettinger will die Bierproduktion in Braunschweig möglicherweise im Frühjahr 2026 einstellen.
Da Oettinger nur den Brauereistandort, nicht aber die Namensrechte übernommen hatte, wurde die Umbenennung der Brauerei Feldschlößchen in Brauerei Braunschweig notwendig. Die Namensrechte an der Traditionsmarke Feldschlößchen liegen seither bei der Brauerei Feldschlößchen AG mit Sitz in Dresden, während das Braunschweiger Feldschlößchen Pilsner bereits von Dezember 2009 bis 2014 vom Konkurrenten Hofbrauhaus Wolters im Rahmen eines Lohnbrauvertrages gebraut und abgefüllt wurde. Zum März 2014 verlor das Hofbrauhaus Wolters den Auftrag; der Lohnbrauvertrag ging an das Einbecker Brauhaus.

## Produkte
Das seit 1974 zur Leitmarke aufgebaute Feldschlößchen Pilsner wird nach Pilsner Art gebraut. Während früher mit Feldschlößchen Export ein Exportbier zum Sortiment zählte, wurden in jüngerer Zeit Biermischgetränke wie Feldschlößchen Radler und Feldschlößchen MiXX (Cola und Bier) vertrieben.
Die Bierspezialität „Duckstein“, ein rötliches obergäriges Bier, wurde seit 1987 in Braunschweig produziert. Mit der Übernahme der Lübzer Brauerei in Lübz durch Holsten wurde die Duckstein-Produktion dorthin verlegt.

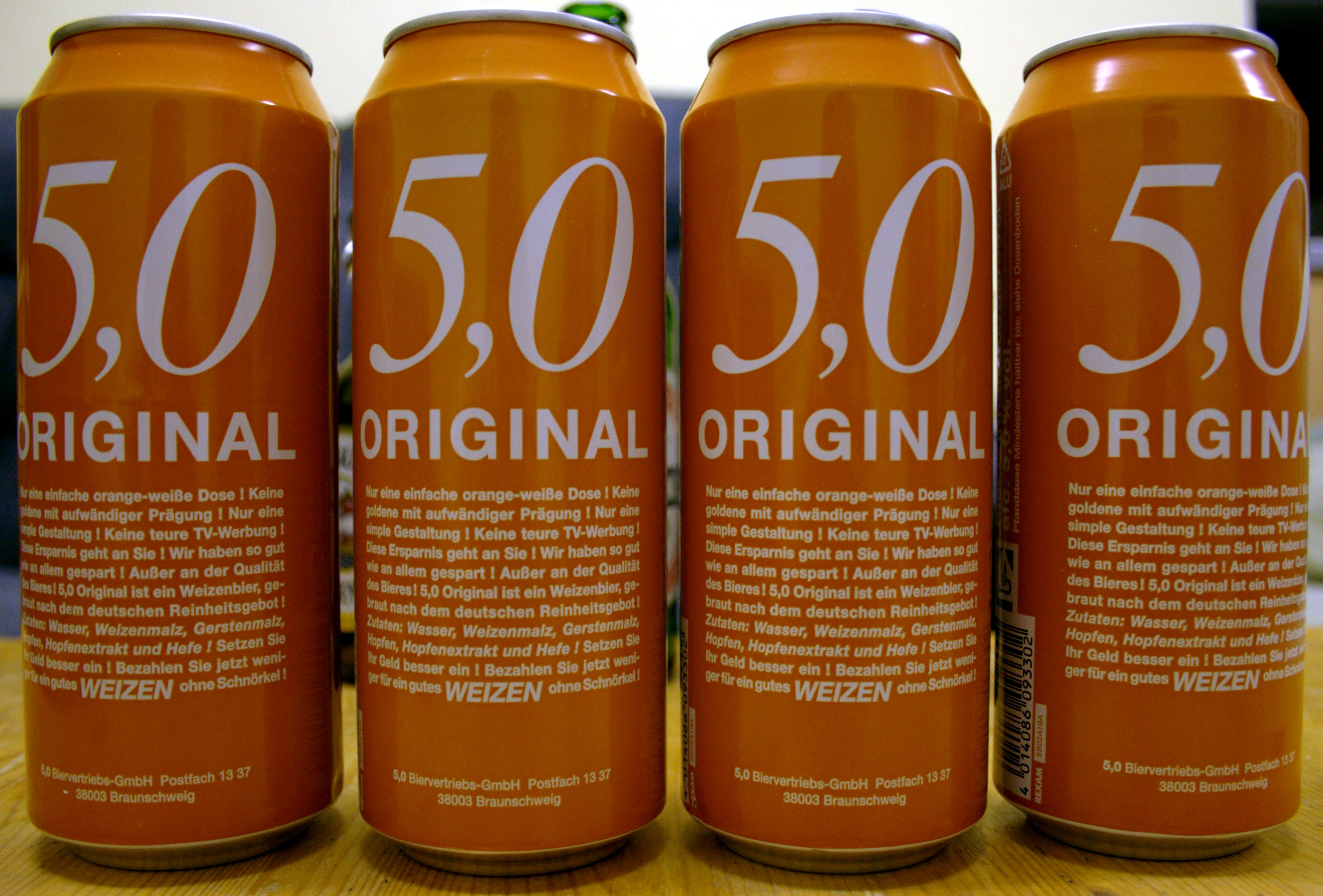
5,0-Original-Dosen (Weizenbier)

Zusammen mit der Brauerei Feldschlößchen hatte Oettinger auch die Markenrechte an „5,0 Original“ von Carlsberg übernommen, was zu einem Rechtsstreit mit Hamburger Designagentur Feldmann und Schultchen führte, der später außergerichtlich beigelegt wurde. „5,0 Original“ war eine ungewöhnliche Produktpräsentation – hierbei ist der Alkoholgehalt des Bieres von 5,0 % namensgebend. Bei diesem Produkt wird vollständig auf Werbung und ein aufwändiges Verpackungslayout verzichtet. Ebendiese Strategie wird auch auf dem Etikett der Produkte erläutert. Das Bier wird in 0,5-Liter-Flaschen und -Dosen verkauft. Angeboten wird unter diesem Namen Pils, Exportbier, Hefeweizen, Helles, Citrus, Radler und Cola-Bier (die letzteren beiden unter dem Namen „2,5 Original“). Der Name der Brauerei erscheint nicht auf der Verpackung.
In der Braunschweiger Feldschlößchen-Brauerei wurde ausweislich der Etiketten sowohl das Hefeweizen-Bier gebraut, das Aldi Nord unter dem Namen „Karlsquell“ anbietet, als auch das Pilsener „Schultenbräu“ (bekannt aus der Serie New Kids), sowie der von Aldi Süd angebotene Malztrunk „Karlskrone“ und die Biermischgetränke „Karlskrone Radler“ und „Karlskrone Lemon & Beer“. Auch die „Karlskrone Fassbrause“ wird von der Braunschweiger Brauerei hergestellt. Ebenso wird die Brauerei auf dem „Karlskrone Gold“ genannt, welches die Logos von Aldi Nord und Süd trägt. Auf den Etiketten der Erfrischungsgetränke mit dem Namen „River“ und „Bio Drink“ fand der Name der Brauerei Erwähnung. Auf dem von Aldi Nord angebotenen „Karlsquell Malz“ (wird auch vom Frankfurter Brauhaus produziert) sowie auf dem von Penny angebotenen „Rodeo Malz“ gibt das Etikett die Brauerei Braunschweig aus, ebenso seit Herbst 2018 bei der Marke „Original Turmbräu Malz“. Des Weiteren gibt das Etikett der Marken „Original Turmbräu Pils“ und „Original Turmbräu Export“, die in der Supermarktkette Penny zu erwerben sind, die Brauerei Braunschweig als Erzeuger an.

## Soziales Engagement und Sponsoring
Die Feldschlößchen-Brauerei Braunschweig unterstützte seit 1950 die Fußballmannschaft von Eintracht Braunschweig und seit den 1970er Jahren deren Hockey-Damenmannschaft. Zwischen 1984 und 1988 war die Brauerei Trikotsponsor der Fußballer von Hannover 96. Seit 1985 schrieb sie einen jährlichen „Feldschlößchen Naturschutzpreis“ aus. Darüber hinaus unterstützte sie den Aufbau des Braunschweiger „Museums für Photographie“ und ermöglichte dort jährlich eine Ausstellung.